# Kettenfuß
Der Kettenfuß war ein besonderes deutsches Längenmaß. Es war ein Maß zur Vermessung von Ländereien. Der Unterschied zum einfachen Fuß, der duodezimal in Preußen geteilt 313,853 Millimeter hatte, war die Dezimalteilung. Den Kettenfuß gab es auch in Anhalt-Köthen, Nassau, Mecklenburg-Strelitz. In Hessen-Homburg und Frankfurt/Main war die Bezeichnung Ketten- oder Waldfuß. Auch nannte man den Fuß nur Vermessungsfuß.
- Preußen ab 16. Mai 1816: 1 Kettenfuß = 1 1/5 Werkfuß[1]
  - 1 Rute = 10 Kettenfuß
- Hannover: 1 Kettenfuß = 1/10 Rute = 46,735 Zentimeter
- Mecklenburg-Schwerin: 1 Kettenfuß = 46,019 Zentimeter